# Alonso Berruguete
Alonso González de Berruguete (n. 1486, Paredes de Nava⁠(d), Castilia și León, Spania – d. septembrie 1561, Toledo, Castilia-La Mancha, Spania) a fost un pictor, sculptor și arhitect spaniol. Este considerat a fi cel mai important sculptor al Renașterii spaniole și este cunoscut pentru sculpturile sale emoționante care înfățișează extazul sau chinul religios.

## Viața
Născut în orașul Paredes de Nava⁠(d), Berruguete a studiat arta sub tutela tatălui său, pictorul Pedro Berruguete⁠(d). Cu toate acestea, familia sa a ales dreptul ca profesie și a obținut pentru el o funcție oficială la Valladolid, titlu pe care l-a deținut ani de zile, probabil mult timp după ce s-a dedicat artei. După moartea tatălui său în 1504, Berruguete a călătorit în Italia pentru a-și continua studiul artei, petrecându-și cea mai mare parte a timpului la Florența și Roma. Aici a studiat sculptura sub îndrumarea maestrului italian Michelangelo. Picturile sale realizate în Italia au arătat o influență manieristă, arta sa fiind comparată cu cea a unor contemporani precum Jacopo Pontormo și Rosso Fiorentino. În Florența a fost angajat de călugărițele de la San Geronimo să termine un altar lăsat neterminat la moartea sa de Filippo Lippi.
Berruguete s-a întors în Spania în 1517, iar în 1518, a fost numit în funcția de pictor și sculptor de curte de către Carol al V-lea al Spaniei, care i-a oferit mult de lucru la Madrid, la Palatul El Pardo și la Alhambra. A sculptat relieful Învierii în Catedrala din Valencia. Deoarece nu l-a urmat pe împărat în Germania în 1520 nu a primit comenzi regale pentru picturi. Din acest punct al carierei sale, Berruguete s-a concentrat în primul rând pe sculptură. În 1519 a colaborat cu Felipe Bigarny⁠(d) la mormântul cardinalului Juan Selvagio din Biserica Santa Engracia de Zaragoza.
Printre lucrările sale se numără un altar la Colegiul Irlandez din Salamanca (1529 – 1533), staluri de cor la Catedrala din Toledo (1539 – 1543) și un mormânt pentru Arhiepiscopul de Toledo Juan de Tavera la spitalul fondat de Tavera, spitalul Sfântului Ioan Botezătorul din Toledo (1552 – 1561).

## Sculptură în lemn
După formarea sa în Italia, s-a întors la tradiția spaniolă de a realiza sculpturi în lemn, care includeau retablurile de la biserica San Benito el Real din Valladolid⁠(d). „Mișcările exagerate ale figurilor sale au devenit un manierism la discipolii săi Andrés de Nájera, Esteban Jordán, Inocencio Berruguete și alții...”
În perioada 13 octombrie 2019 – 17 februarie 2020, peste 40 dintre sculpturile în lemn pictat ale lui Berruguete au fost expuse la Galeria Națională de Artă, Washington, DC, ca parte a unei expoziții intitulată Alonso Berruguette: primul sculptor al Renașterii spaniole.